# Persecució religiosa al Bloc de l'Est
Després de la Revolució d'Octubre, el 7 de novembre de 1917 (segons el calendari julià, el 25 d'octubre) va haver-hi un moviment dins de la Unió Soviètica per unir tots els pobles del món sota el règim comunista (vegeu Internacional Comunista). Això incloïa els països del Bloc de l'Est d'Europa, així com els països balcànics. El comunisme, així com va ser interpretat per Lenin i els seus successors al govern soviètic, requeria l'abolició de la religió i, en aquest sentit, el govern soviètic va llançar una profunda campanya. Atès que alguns d'aquests estats eslaus tenien la seva herència ètnica arrelada a esglésies nacionals, tant els pobles com l'església van ser blanc de la Unió Soviètica.
Richard Wurmbrand, escriptor cristià evangèlic i ministre romanès, va descriure la persecució sistemàtica dels cristians en un país del bloc de l'Est. No obstant això, la persecució als cristians, sobretot protestants, pentecostals i les confessions minoritàries no registrades, van continuar després de la caiguda de la Unió Soviètica, a molts països d'Europa de l'Est i Àsia central, en particular Tadjikistan, Uzbekistan i Belarús.

## Tractament de la religió per país

### Unió Soviètica
Immediatament després de la Revolució d'Octubre, va començar una intensa campanya per posar fi a la religió «concretament, el cristianisme, el judaisme i l'Islam». El 1920 es va obrir el campament del Mar Blanc als terrenys del que una vegada va ser un monestir ortodox rus. Aquest campament, que va tenir principalment sacerdots ortodoxos i catòlics, va servir com a prototip per a altres camps soviètics posteriors. El campament va començar a exterminar els que no volien seguir les exigències de l'estat.
Uns anys més tard, el 1929, els sacerdots no van ser considerats treballadors, per la qual cosa havien de pagar més impostos. Els sacerdots no podien servir en l'exèrcit perquè no complien els requisits. Per la seva inelegibilitat, se'ls va donar els impostos no de servei, que es calcula en més del 100% dels seus ingressos. Els sacerdots també no eren elegibles per unir-se a les granges col·lectives, per això no se'ls va donar assistència sanitària, pensions o seguretat social. El 1939 més del 99% de les esglésies ortodoxes russes havien estat tancades. Baix Nikita Krushchev, 50 000 sacerdots van ser executats i molts de la jerarquia de l'església van ser substituïts per individus que tenien connexions amb el KGB. El 1977, la Constitució solament autoritzava organitzacions que promoguessin el comunisme, la qual cosa significava que les religions no estaven permeses.
El 1995, el comissionat estatal de Rússia va confirmar que 200 000 sacerdots ortodoxos russos, monjos i monges van ser assassinats. El 1997 es van trobar les restes d'un bisbe catòlic i treinta sacerdots a Sandormoch, a 150 quilòmetres al nord de Sant Petersburg. D'acord amb els llibres escolars russos, vint milions de ciutadans soviètics i d'Europa Oriental van morir als camps de treball comunistes, mentre que quinze milions més van ser assassinats en execucions massives. Aquest nombre inclou cristians, jueus i altres confessions, així com no creients.

### Bulgària
L'església ortodoxa de Bulgària va rebre un tracte de favor davant d'altres religions a Bulgària, a canvi de la submissió total a l'Estat i una limitació de les seves activitats. No obstant això, els catòlics romans i els protestants van ser tractats amb assetjament constant i tenien pocs drets legals.

### Txecoslovàquia

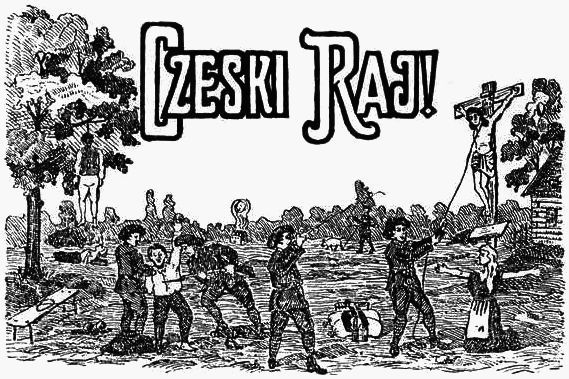
Propaganda polonesa antitxecoslovaca amb motiu de la disputa per la regió de Cieszyn Silesia.

El govern comunista a Praga va tractar de destruir tota religió organitzada a Txecoslovàquia, especialment les esglésies ortodoxa, grega i catòlica romana. Es van emular moltes de les pràctiques de la campanya antireligiosa de la Unió Soviètica, com la creació d'organismes per al control de les activitats confessionals i sacerdots castigats que no van aconseguir complir amb les moltes lleis sobre religió. No obstant això, els càstigs imposats per aquestes violacions no eren tan severs com els ocorreguts a la Unió Soviètica.
L'aliança històrica entre l'Església catòlica i la monarquia dual, així com el govern feudal, va portar al govern txecoslovac a etiquetar als clergues catòlics com a enemics del poble.
Els emigrants eslovacs a l'estranger van contribuir econòmicament a l'església sota el règim comunista i amb literatura religiosa que trobaven a Eslovàquia a través de Polònia. El Papa Pau VI va crear un arquebisbat independent d'Eslovàquia eln 1977. No obstant això, el govern va bloquejar el nomenament d'un nou arquebisbe fins al 1988.

### República Democràtica Alemanya
Les esglésies protestants regionals a Alemanya, luterans, reformats o units per la confessió, tenien una llarga història de submissió a les autoritats temporals alemanyes. Aquesta presentació sota el règim nazi va portar a molts dels seus membres a estar compromesos o en silenci sobre diverses qüestions morals, i amb la caiguda d'aquest règim, com a resultat d'aquesta experiència juntament amb la independència que van aconseguir després de la guerra, una vegada que els comunistes van prendre el poder, els protestants van trencar amb els precedents històrics i es van convertir en un element opositor al govern.
El 1945 s'havien format part d'un marc comú amb els protestants a Alemanya Occidental, l'Església Evangèlica a Alemanya (EKD), i van rebutjar el silenci sobre qüestions morals. El govern d'Alemanya de l'Est es va mostrar poc inclinat a eliminar la religió organitzada i la Constitució de 1949 va donar a les esglésies molts drets i disposicions, inclosa la capacitat de prendre posició sobre temes crítics. Les esglésies protestants d'Alemanya Oriental van ser les organitzacions més grans del país independents del partit comunista o de l'Estat. El règim va obligar les esglésies d'Alemanya de l'Est a trencar qualsevol llaç amb Occident.
El 1969, sota la pressió del govern d'Alemanya Oriental, les esglésies protestants regionals hi van haver de separar-se de l'Església Evangèlica Alemanya (EKD) que, fins llavors, comprenia les esglésies protestants regionals en ambdues Alemanyes. Les esglésies protestants regionals a Alemanya Oriental després van formar una nova organització anomenada Bund der Evangelischen Kirchen in der DDR (Confederació d'Esglésies protestants en la República Democràtica Alemanya). Les esglésies van ser anomenades a ser promotores del socialisme, no obstant això, les esglésies mateixes, acceptant aquest paper, també es consideraven protagonistes del que això significava (no el govern) i va criticar l'estat quan consideraven la seva política co immoral, mentre que van aplaudir-lo quan van avaluar-les com positives.
El govern va posar una gran pressió damunt les esglésies perquè se sotmetessin a la seva autoritat. No van intentar tractar d'aplicar el mateix nivell de control de l'Estat sobre les esglésies com va ocórrer a altres països del Pacte de Varsòvia. El règim va tenir dificultats per assajar de controlar les esglésies protestants a Alemanya a conseqüència de la seva naturalesa fragmentada, fins i tot fins al nivell local i el regionalisme present a Alemanya.
Igual que a la veïna Polònia, les esglésies d'Alemanya Oriental van defensar la dissidència política de masses contra el règim a la dècada de 1980. La majoria de les protestes massives van començar amb reunions d'oració de l'Església que sempre van ser focus d'oposició. Es va fomentar la contracultura juvenil i va destacar el paper positiu de l'Església en la societat. Les esglésies van fomentar el debat sobre diverses qüestions com la música rock, la sexualitat, la vida al tercer món, l'alcoholisme, la vida a la RDA o la militarització de la societat. Això va atreure grans multituds.
Les esglésies van promoure el canvi a la RDA, no pel derrocament de les autoritats, sinó a través d'un canvi pacífic.

### República Popular de Polònia
L'Església catòlica a Polònia va fer sempre una forta resistència al règim comunista i la pròpia Polònia ha tingut una llarga història de dissidència a la dominació estrangera. La nació polonesa es va unir a l'església, igual que va ocórrer a la veïna Lituània, la qual cosa va fer més difícil per al règim imposar la seva política antireligiosa de la mateixa manera com ho havia fet a la Unió Soviètica, on la població no mantenia una solidaritat massiva amb l'Església ortodoxa russa. L'Església Catòlica va condemnar inequívocament la ideologia comunista. Per la seva banda, els comunistes a Polònia van fracassar en el seu intent de reprimir i controlar l'Església polonesa.
Les experiències en la Segona Guerra Mundial, en la qual la gran minoria jueva va ser aniquilada pels nazis i la gran minoria alemanya va ser expulsada per la força del país al final de la guerra, així com la pèrdua dels territoris orientals que van ser molt poblats per ucraïnesos ortodoxos, va portar a una Polònia cada vegada més catòlica del que havia estat en temps anteriors.

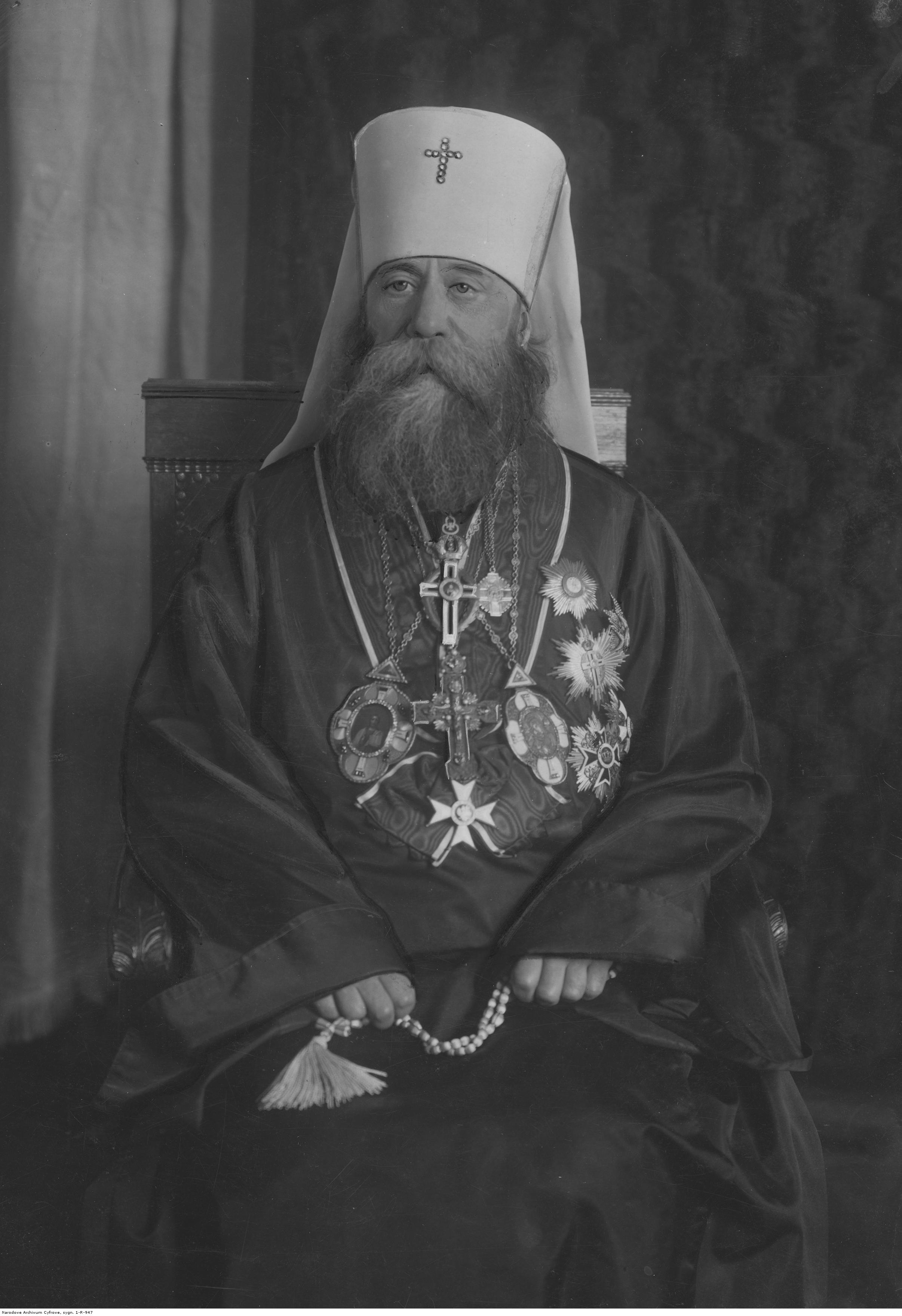
Konstantyn Nikołajewicz Waledyński, el Metropolita Dionizy, capdavanter de l'Església ortodoxa polonesa entre 1924 i 1946.

Després que les tropes soviètiques ocupessin Polònia a la fi de la Segona Guerra Mundial, el govern soviètic hi va promulgar un enfocament gradual destinat a obtenir el control de l'Església catòlica. El 1950, el govern polonès va crear l'Oficina d'Assumptes Religiosos, que tenia jurisdicció sobre les decisions de personal i les funcions de l'organització. L'Estat va tractar de prendre el control de l'Església ortodoxa (amb un nombre de membres al voltant de mig milió) amb la finalitat d'utilitzar-ho com una arma contra l'Església catòlica, i va tractar de controlar la persona que fos nomenada Metropolità de l'Església ortodoxa de Polònia; el Metropolita Dionizy (el líder de l'Església ortodoxa polonesa de postguerra) va ser detingut i retirat de servei després del seu alliberament.
Les persecucions de religiosos en els primers anys eren poc freqüents, ja que l'estat inicial es refereix estrictament a la supressió de la resistència política armada. A partir de 1947-1953, l'Església Catòlica va esdevenir l'objectiu principal de la persecució en la Polònia comunista. Totes les organitzacions socials i benèfiques afiliades a l'Església es van convertir en escoles il·legals, les catòliques van ser tancades, les creus van ser retirades de les aules i els hospitals i es va promulgar una campanya de terror en contra de les parròquies i monestirs (que va incloure l'arrest d'un notable grup de jesuïtes encapçalats per Tomasz Rostworowski).
Les escoles salesianes i els orfenats van ser tancats. El seminari Rozanystok, creat el 1949, va ser brutalment liquidat el 1954. Havia estat traslladat de Vílnius i havia estat dirigit pels salesians de formació per als candidats al sacerdoci, així com per donar educació catòlica als nens. El seminari es troba a l'est de Polònia, va emprar antics residents del territori annexats per la Unió Soviètica el 1939 i havia sorgit una gran preocupació del govern i això va provocar el seu tancament.
Les publicacions catòliques van continuar existint, encara que sota control de l'Estat. Aquestes publicacions inclouen Tygodnik Warszawski (que va ser desafiadora al règim i es va tancar el 1949), Tygodnik Powszechny (els editors del qual van renunciar sota pressió el 1953, però va tornar el 1956), i Dzi's i Jutro (una publicació que va tractar de promoure la convivència entre catolicisme i comunisme). Aquesta va ser una llibertat que no es va permetre a altres llocs del bloc soviètic (incloent-hi, per descomptat, la Unió Soviètica, que havia prohibit publicacions de l'església l'any 1929). Els fundadors de Tygodnik Warszawski van ser empresonats i tant Zygmunt Kaczynski com Antoni Antczak van morir a la presó. El cardenal Wyszyński va tractar d'intervenir en favor de Kaczynski.
La societat polonesa va ser preparada per a les persecucions posteriors a 1945, a causa de la seva llarga història abans de la revolució bolxevic d'operació per sota de la norma dels règims que eren hostils. Les universitats clandestinament ensenyaven història sense censura i lliçons d'ètica, i moltes persones van assistir l'església obertament en senyal de protesta contra el govern comunista.
Seguint amb la conversió forçosa dels catòlics orientals en la Unió Soviètica a l'ortodòxia, el govern polonès va demanar a l'Església ortodoxa a Polònia assumir l'«atenció pastoral» dels catòlics orientals a Polònia. Després de l'eliminació del Metropolita Dionizy del lideratge de l'Església ortodoxa de Polònia, el metropolita Macario va ser posat al càrrec, religiós procedent de l'oest d'Ucraïna (anteriorment aquest de Polònia), i que havia estat fonamental en la conversió obligatòria dels catòlics orientals a l'ortodòxia allí. La seguretat polonesa el va ajudar a suprimir la resistència en la seva presa de control de les parròquies catòliques orientals. Molts catòlics orientals que es van quedar a Polònia després dels ajustos de la frontera de postguerra van ser reassentats a l'oest de Polònia als nous territoris d'Alemanya. L'estat polonès va donar a l'Església ortodoxa polonesa un nombre més gran de privilegis que a l'Església catòlica polonesa; l'estat, fins i tot, li va donar diners, encara que sovint no complia els pagaments promesos, la qual cosa va portar a una crisi financera perpètua per a l'Església ortodoxa polonesa.
Una característica notable de la campanya antireligiosa a Polònia incloïa «els sacerdots patriotes» que s'oposaven a la jerarquia eclesiàstica i recolzaven el comunisme. A canvi, es van veure recompensats i, fins i tot, de vegades els permetia viatjar a Roma. Aquests sacerdots podien rebre xantatge per cooperar. El nucli del grup va ser format, sovint, per homes que havien experimentat els campaments i van ser torturats. Els bisbes solien deixar que romanguessin als seus llocs, malgrat que eren condemnades a l'ostracisme pels laics. Després de l'arribada de Wladyslaw Gomulka al poder el 1956, l'estat va alleugerir les seves restriccions a les esglésies catòliques orientals que començaven a créixer de nou, en part amb l'ajut de la resta dels catòlics.
L'aparell de seguretat, com en altres països comunistes, va reclutar membres del clergat. El servei de seguretat va utilitzar el xantatge, la manipulació psicològica i una varietat de recompenses materials (per exemple, medicaments necessaris per als familiars malalts), per poder assegurar la cooperació del clergat. A canvi, en el servei de seguretat i el govern polonès hi havia, també, membres de les seves files que prestaven, confidencialment, informació útil a l'església.
Des de la dècada de 1960, Polònia va desenvolupar una intel·lectualitat catòlica cada vegada més vocal i un moviment actiu de joves catòlics. El moviment Oasi va ser creat en la dècada de 1960 pel sacerdot Franciszek Blachniki i va consistir en activitats de l'església, incloent-hi peregrinacions, retirs i diversos esforços ecumènics. Els intensos esforços per part de l'Estat per soscavar-la van ser en va. A partir de la dècada de 1970 l'església va passar d'una postura defensiva a una actitud més agressiva, en parlar en defensa dels drets humans.

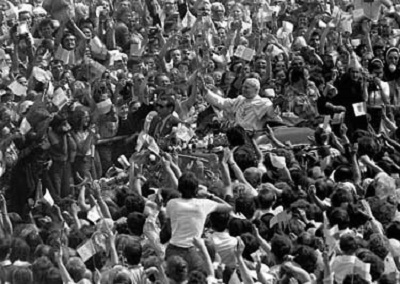
El Papa Joan Pau II en la seva primera visita a Polònia després de la seva elecció com a pontífex.

El cardenal prevalgut de Polònia, Stefan Wyszyński, va creure que Polònia havia d'exercir un paper especial en la història humana i va donar suport al nacionalisme polonès com a pas previ a l'alliberament d'Europa de l'Est del rol soviètic. Wyszyński es va posar en agut conflicte amb les autoritats comunistes (que també va experimentar un conflicte amb el Vaticà) i durant el seu mandat va ser empresonat tres anys per la seva negativa a cooperar amb el govern. Era, alhora, un crític del règim i un mediador entre aquest i la resta de la societat civil. Wyszyński sempre va ser un obstacle important perquè els comunistes prenguessin el control de l'església. Va morir el 1981 i va ser reemplaçat per Josef Glemp.
Quan el cardenal Wojtyla de Cracòvia va esdevenir papa, la seva elecció va ser acollida a Polònia amb gran entusiasme. Joan Pau II va visitar Polònia del 2 al 10 de juny de 1979. Durant la seva visita, va desafiar obertament la ideologia comunista en declarar que el cristianisme era el camí a la veritable llibertat humana (en oposició al marxisme) i va cridar a la gent a la no conformitat. Més de tretze milions de persones van sortir als carrers per donar-li la benvinguda, en desafiament directe al govern polonès. Els dissidents a Polònia i d'Europa de l'Est a altres llocs van celebrar aquest fet. Radoslaw Sikorski, en les seves memòries, va dir més tard: «Ens vam adonar, per primera vegada, que 'nosaltres' érem més nombrosos que 'ells'».
El 1980 es va formar el sindicat independent Solidarność, que es va basar inicialment en les preocupacions econòmiques però aviat va quedar profundament afiliada amb l'església. El papa va promoure la causa de Polònia, així com la causa dels cristians darrere del teló d'acer en l'àmbit internacional, amb gran molèstia per als governs comunistes del Pacte de Varsòvia. L'església a Polònia va tenir un paper clau en la revolució contra el règim en els anys 1980 i va proporcionar els símbols (la Verge Negra, el Crist patidor) que va donar una base espiritual a la lluita contra el comunisme. També va proporcionar consol espiritual i material als treballadors en vaga i va actuar com a mediador entre el moviment de solidaritat i el govern. També va contenir als vaguistes dels excessos.
El desembre de 1981 la llei marcial va ser imposada a Polònia. Això va causar un gran problema per a l'església i molts van ser detinguts pels militars. El cardenal Glemp inicialment semblava justificar la seva imposició com un mal menor, però molts a l'església van defensar les persones que van ser detingudes.
La jerarquia de l'Església Ortodoxa de Polònia, que havia tingut la seva posició en la societat enfortida des de 1945, es va pronunciar en contra del moviment Solidarność i es van negar a enviar delegats a les reunions sobre qüestions de drets humans, encara que es van produir algunes excepcions, com Piotr Poplawski, un sacerdot ortodox obertament simpatitzant de Solidarność que es va suïcidar el 1985. A diversos metges se'ls va demanar que confirmessin el suïcidi, però es van negar a certificar això com la causa de la mort. Un sacerdot catòlic romà anomenat Jerzy Popiełuszko va ser assassinat per la policia l'any anterior, i el metge que va realitzar l'autòpsia va ser portat i també va confirmar que Poplawski s'havia suïcidat.
Les autoritats comunistes van culpar als catòlics nacionalistes d'obrir conteses entre les poblacions catòliques i ortodoxes. Als acords de Gdansk, l'església va tenir permís per realitzar emissions de ràdio. Segons avançava la dècada de 1980, l'església es va convertir cada vegada més crítica amb el règim i en els últims anys de la dècada va exercir un paper fonamental en la transició a la democràcia.

### República Socialista de Romania
L'Església ortodoxa romanesa tenia una llarga història de submissió al mandat de governants exteriors i, quan els comunistes van prendre el poder després que l'exèrcit soviètic alliberés Romania, els comunistes van utilitzar aquesta tradició a favor seu. El govern va assegurar que el patriarca sempre hi havia algú que era lleial a ells i els sacerdots que s'oposaven als comunistes van ser eliminats.
Com a resultat de l'ampliació de Romania en acabar-se la Segona Guerra Mundial, les minories ètniques no ortodoxes van arribar a ser més nombroses. Les rivalitats que es van desenvolupar entre diferents grups religiosos i el govern ho va utilitzar per al seu propi benefici, deixant l'Església ortodoxa romanesa per enfortir la seva posició en la societat, a canvi d'un major control comunista sobre l'església. Aquesta relació va significar l'eliminació de les esglésies orientals catòliques (que també va ocórrer a la Unió Soviètica) i la seva integració forçosa en la comunitat ortodoxa.

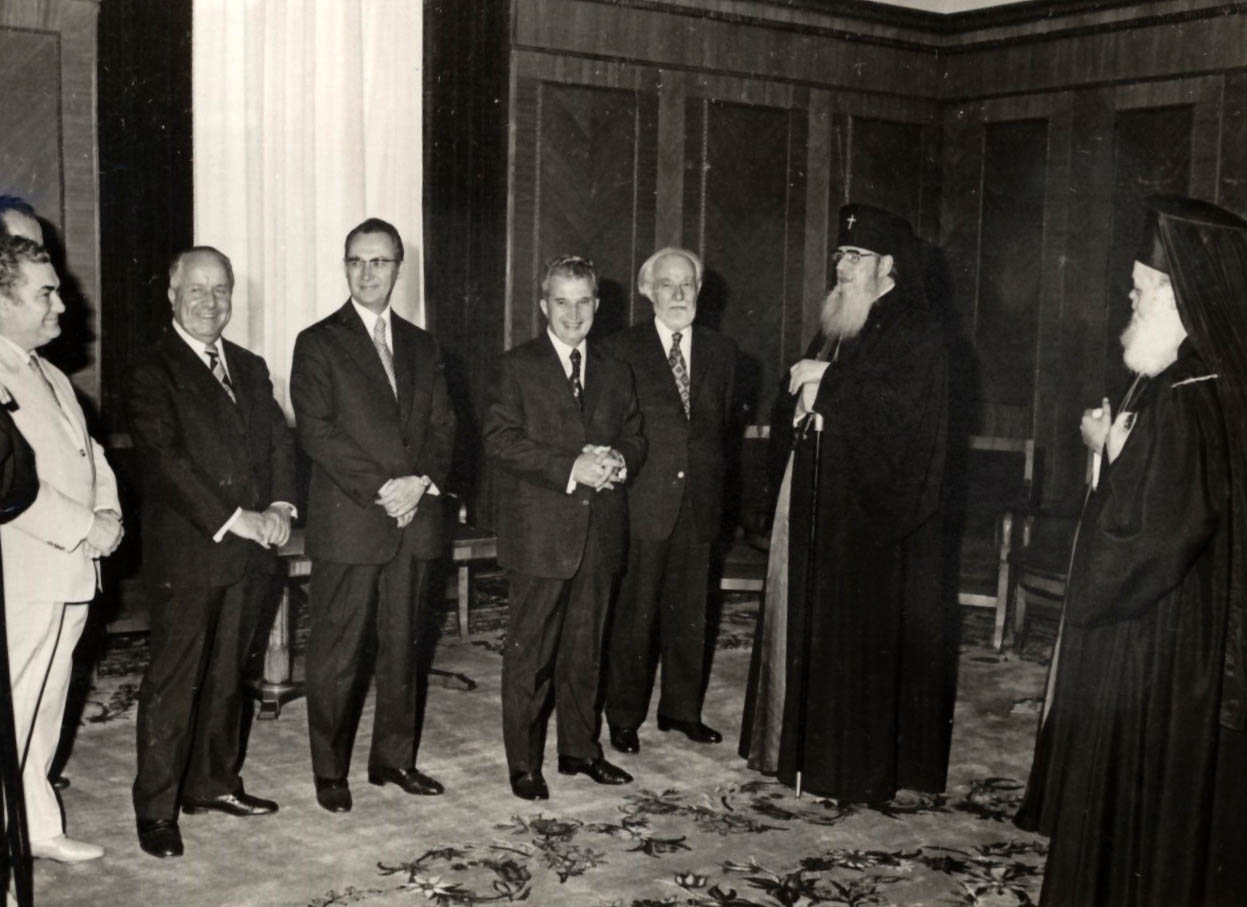
L'Església ortodoxa romanesa va participar en el règim de Nicolae Ceaușescu. En la imatge, el president Ceaușescu (cambra per l'esquerra) rep al recentment triat Patriarca, Justin Moisescu (segon per l'esquerra) el 1977.

Els comunistes van poder triar a qui servir a l'església, qui seria admès en seminaris i fins i tot el que contindrien els sermons. Una vegada que els comunistes van prendre el control complet de l'Església a Romania, es van sentir lliures per perseguir els seus membres, als quals la jerarquia eclesiàstica va fer els ulls grossos. Quan Nicolae Ceaușescu, que va arribar al poder el 1965, va reeixir augmentar el seu control del país, les úniques organitzacions religioses que proporcionaven una dissidència significativa al règim eren protestants evangèlics, que formaven solament una petita part de la població. L'Església es va sotmetre a una completa submissió a les autoritats i es va centrar estrictament en la seva qualitat de membre espiritualitat interior. Per això, l'església romanesa no va rebre molta ajuda d'altres esglésies ortodoxes de la regió.
En la dècada de 1980 va haver-hi un cert renaixement religiós a Romania que va fer les pràctiques religioses més obertes i tolerades per les autoritats. Aquesta tolerància va ser acompanyada d'una repressió despietada, amb els líders religiosos carismàtics subjectes a assetjament, empresonament i emigració forçosa. Les congregacions religioses que s'estaven tornant més importants en aquest renaixement van tenir grans dificultats per tractar d'ampliar les seves infraestructures i alguns van tractar de fer-ho sense el permís del govern, que va respondre derrocant les noves construccions. La impressió i importació de Bíblies eren tasques molt complicades i el paper de les mateixes es reciclava, posteriorment, per a la fabricació de paper higiènic.
La dissidència generalitzada dels grups religiosos a Romania no va aparèixer fins als processos revolucionaris que van recórrer a l'Europa de l'Est el 1989. El patriarca de l'església ortodoxa Teoctist Arăpașu va recolzar Ceaușescu fins al final del règim, i fins i tot ho va felicitar després que l'estat assassinés un centenar de manifestants a Timișoara. No va ser fins al dia abans de l'execució de Ceaușescu, el 24 de desembre 1989, que el patriarca ho condemnés com «un nou Herodes assassí de nens».
A Romania, més de 5 000 sacerdots ortodoxos van ser empresonats i 400 sacerdots de ritu oriental van ser assassinats després que es prohibís la seva comunitat. L'arxidiòcesi ortodoxa de Cluj, conté biografies de 1.700 membres de l'església empresonats.

### República Popular d'Hongria
A Hongria, una col·lecció de 443 pàgines publicada per Gyula Havasy el 1990, revela deu judicis eclesiàstics i la detenció de 2 800 monjos i monges. Milers de cristians van ser empresonats i molts altres van ser martiritzats. Possiblement el cas més conegut va ser el del bisbe Vilmos Apor.

### República Popular d'Albània
Ja el 1945, quan els comunistes van arribar al poder a Albània, van ser establertes les lleis per les quals les institucions religioses eren desposseïdes dels seus béns. Això sobretot va afectar els bektashis, una ordre sufí que inclou el 20% de la població musulmana d'Albània, com l'havien fet les seves tekkes fos de les ciutats i depenien del suport de les seves propietats circumdants. Els catòlics que constituïen el 10% de la població d'Albània es van veure privats de les seves escoles per aquesta mesura.
Al final de la guerra, alguns líders religiosos van ser empresonats o executats per ser, presumptament, espies que havien treballat per als italians, després de l'ocupació albanesa de Mussolini, o que estaven afiliats al Balli Kombëtar, un grup que havia perdut els comunistes. Aquests líders, en general, van passar dècades a la presó fent treballs forçats. Bava Murteza de Kruje va ser torturat i llançat des d'una finestra de la presó fins a la seva mort el 1946, Bava Kamil Glava de Tepelenë va ser executat per un tribunal de Gjirokastër el 1946, Bava Ali Tomori va ser executat per un tribunal el 1947 i Bava Shefket Koshtani de Tepelenë va ser assassinat per un tribunal el 1947. Els següents clergues sunnites també van desaparèixer: Mustafa Effendi Varoshi (mufti de Durrës), Hafez Ibrahim Dibra (ex gran muftí d'Albània) i Sheh Xhemel Pazari de Tirana. el 1968, fins a 200 líders religiosos de totes les creences van ser executats o empresonats.

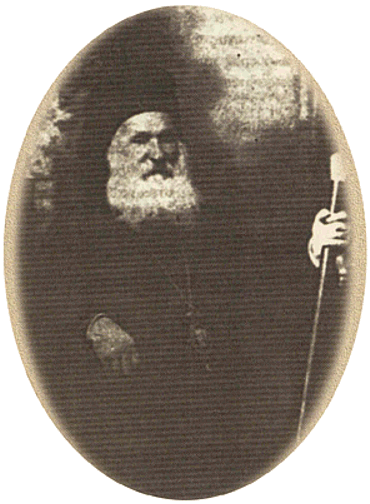
El bisbe metropolità de Korçë, Eulogios Kourilas Lauriotis (en albanès: Evlogji Kurila), va perdre la nacionalitat albanesa i va ser declarat «enemic de l'Estat» el 1945 per Enver Hoxha. Es va exiliar a Grècia fins a la seva defunció el 1961.

Es va dur a terme una disminució dràstica de clergues religiosos durant el curs de la història des de 1945 fins a 1992. Els catòlics romans tenien el 10% del clergat el 1992 com ho van fer el 1945 i un 0% de monjos religiosos. Els bektashis tenien el 2% del clergat el 1993 com ho van fer en la dècada de 1940. Això és, en gran part, com a resultat de la paralització virtual de la formació de nous clergues i el declivi relacionat amb la campanya antireligiosa. Els bektashis i els catòlics romans van ser els grups religiosos més perseguits. Els ortodoxos (el 20% de la població) i els musulmans sunnites (la majoria del país) van ser considerats menys perillosos, ja que cap grup havia estat políticament actiu en els anys 1930 i 1940, i els musulmans sunnites havien estat aïllats dels musulmans fora d'Albània des que el rei Zogú I trenqués els vincles amb ells en la dècada de 1930. Els catòlics estaven ben organitzats amb escoles i enllaços a l'església fora d'Albània, mentre que els bektashis havien participat activament en la lluita contra els turcs per la independència d'Albània i tenien el respecte popular.
El 1947, el cap dels bektashis, Abas Himli Dede, va proposar una reforma per permetre als dervixos tallar les seves barbes, casar-se i poder sortir al carrer amb vestimenta civil i no únicament amb robes religioses. Després de diversos dies de disputa estèril, Dede va convidar els dos comunistes que van proposar la reforma, els va disparar a tots dos i després es va suïcidar.
Va haver-hi una quantitat considerable de propaganda antireligiosa amb lemes com «La religió no és del món il·luminat», «El marxisme-leninisme és la veritable ciència, com la religió, és una invenció que trenca les ments dels homes», «La religió està lligada als estrangers» o «El que creu és ignorant». Es va tractar de disminuir el poder dels importants centres religiosos movent l'autoritat administrativa d'aquests centres a centres marginals amb poca associació històrica o sagrada i, amb freqüència, a llocs molt allunyats. Els líders religiosos restants que van acceptar aquest trasllat van ser relegats al que era, essencialment, arrest domiciliari en aquests centres marginals.
La culminació de la campanya antireligiosa es va produir quan Enver Hoxha va declarar l'estat ateu el 1967 en declarar que «Albània és el primer estat ateu del món, l'única religió del qual és l'albanisme». L'escriptor i activista Pashko Vasa, durant el moviment d'independència d'Albània, també va afirmar que només la religió d'Albània és l'albanisme, i la declaració d'Hoxha es refereix a això. Va dur a terme una campanya per extingir totes les formes de religió a Albània el 1967 i va tancar tots els edificis religiosos. Hoxha es va inspirar, en part, per la Revolució cultural de Mao Zedong i volia estendre el seu poder, així com el del Partit Comunista albanès. Albània va ser l'únic país del bloc de l'Est que de debò va il·legalitzar la religió.
L'article 37 va ser afegit a la Constitució d'Albània el 1967 i deia el següent:
| « | L'Estat no reconeix cap religió i recolza i duu a terme propaganda atea amb la finalitat d'implantar una concepció del món materialista científica en les persones. | » |

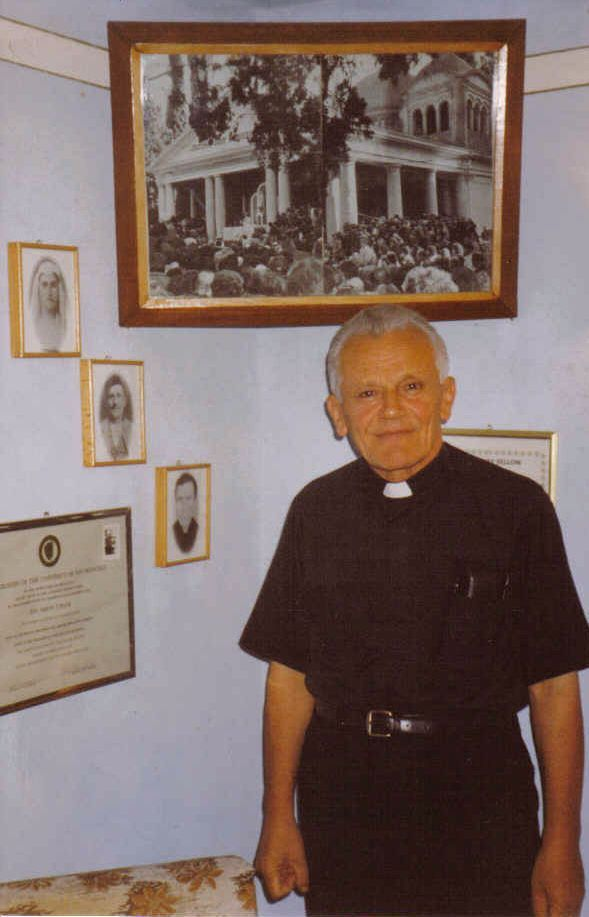
El pare catòlic Simon Jubani, opositor pacífic de la política antireligiosa albanesa i un dels últims arrestats pel règim comunista albanès.

La República Popular d'Albània va emprendre una campanya antireligiosa fonamentalment violenta i sostinguda. El 1967, 2.167 edificis religiosos s'havien tancat i van ser convertits a altres usos o destruïts. La catedral catòlica de Shkodër va esdevenir un camp d'esports i diversos tekkes bektashi, inclosa la seu a Tirana, es van convertir en residències d'ancians. Després de la caiguda del comunisme, solament hi havia tres esglésies a Tirana; trenta de les esglésies més famoses del país van sobreviure en ser considerades monuments històrics. La Mesquita de Bey Edhem, del segle xviii, a Tirana també estava protegida com a monument cultural, però solament als diplomàtics estrangers se'ls permetia resar allí. De 1.050 mesquites a Albània abans de 1967, 800 van sobreviure a la caiguda del comunisme, però la majoria es trobaven en un estat molt deteriorat. Dels 53 tekkes bektashi, solament sis van sobreviure.
La gent jove es va animar a atacar mesquites, esglésies i tekkes perquè els sacerdots restants es lliuressin a les autoritats. El clergat que encara estava viu el 1967, i havia sobreviscut vint anys de persecució, va ser assassinat o enviat a camps de treballs forçats. La majoria de les mesquites tenien els seus minarets destruïts, les làpides amb els símbols religiosos bolcats, les persones que fossin arrestades usant símbols religiosos (per exemple, crucifixos, medalles de l'Alcorà) podrien ser condemnats a deu anys de presó i la gent va deixar de dir paraules com mashallah o inshallah en públic per por del càstig. Simplement esmentar festes religioses podria conduir a un càstig. En un cas, un vilatà borratxo a Libohova va dir que l'endemà era el Bayram (una festivitat musulmana) i va ser multat. Les ja antigues festes religioses es van canviar a festes que honraven la força de treball. Per evitar que la gent donés noms religiosos als nounats, es va publicar un diccionari de noms aprovats per als nens i els pares estaven legalment obligats a triar entre els noms que figuraven al diccionari.
Hoxha, durant aquest temps, va parlar sobre la condició de la dona a Albània; va ser un boc expiatori de la religió per disminuir la situació de la dona i va felicitar al comunisme per millorar la seva condició. Quan Hoxha va morir el 1985, el govern no va canviar la seva política immediatament. El 1988 es va permetre als líders religiosos albanesos emigrats visitar Albània. El 1989, la Mare Teresa (albanesa de naixement) va visitar Albània després de rebre un permís que se li havia negat anteriorment. El novembre de 1990, prop del final del règim, a la ciutat del nord de Shkodër un sacerdot catòlic anomenat Simon Jubani va ser posat en llibertat després de 26 anys, i va celebrar la missa a un cementiri davant cinc mil persones. Va ser detingut immediatament per fomentar el culte en públic, però la pressió popular va provocar la seva posada en llibertat i, novament, va realitzar una altra missa multitudinària. El desembre de 1990 es va rescindir la llei en contra de la pràctica religiosa pública, el règim va ser enderrocat en els mesos següents, i els edificis religiosos es van reobrir.